# Yomotsu Hirasaka
Yomotsu Hirasaka (黄泉比良坂?) o Yomi Hirasaka (黄泉平坂?), nella mitologia giapponese, è un pendio o confine tra il mondo dei morti (Yomi) e il mondo dei vivi.

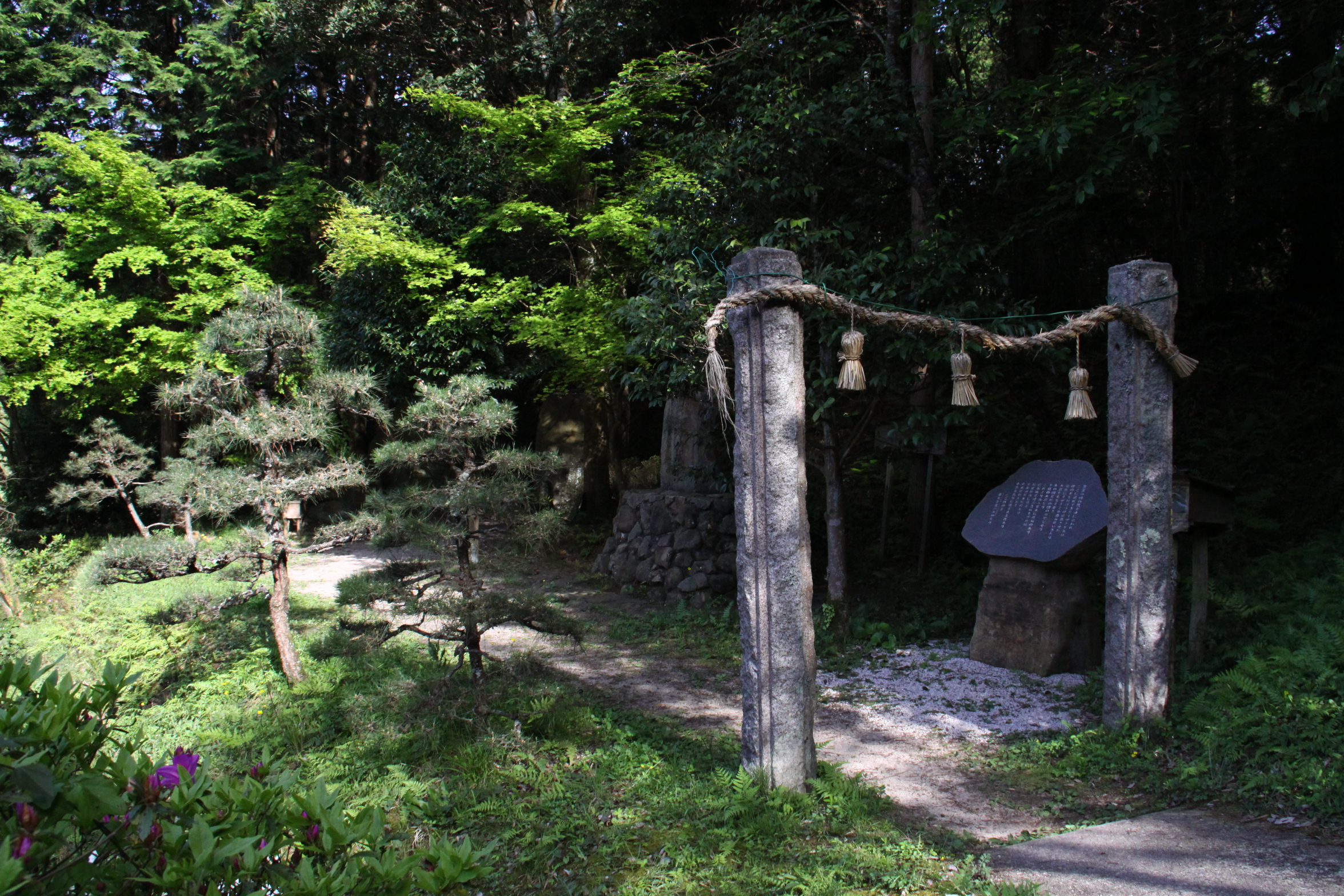
Yomotsu Hirasaka a Matsue.

Nel Kojiki è scritto come "Yomotsu hirasaka", nel Nihon Shoki è scritto come "Izumitsuhirasaka" o "Izumihirasaka", e nell'Izumo no Kuni Fudoki è scritto come "Yomi no Saka".

## Panoramica
Nel Kojiki compare due volte.
La prima è la scena successiva a quella in cui Izanagi e Izanami erano impegnati a creare il paese (kuniumi), quando Izanami diede alla luce il dio del fuoco (Kagutsuchi) e morì, precipitando negli inferi (Yomi), Izanagi si dirige quindi negli inferi per riportala indietro. Izanami disse a Izanagi che sarebbe tornata, ma voleva parlare con il dio di Yomi. Tuttavia, Izanagi aspettò così a lungo che accese un fuoco e guardò all'interno, vedendo che Izanami era cambiata e un fulmine era scaturito da tutto il suo corpo, si spaventò a tal punto che fuggì. Izanami si infuriò e ordinò a Yomotsu-shikome di inseguire Izanagi, ma alla fine Izanagi trascinò una pietra chiamata Senbiki-no-ishi (una pietra così grande che per essere trasportata sarebbe stata necessaria la mobilitazione di mille uomini) fino a Yomotsu Hirasaka e la bloccò.
La seconda scena è quella in cui Ōkuninushi, insieme alla moglie Suserihime, supera le prove poste loro da Susanoo e fuggono dalla Terra delle Radici (Ne-no-kuni).

## Luoghi associati
Il Kojiki lo colloca a Ifuyazaka nella provincia di Izumo e il leggendario sito di Yomotsu Hirasaka si trova a Iya, Higashiizumo-chō, città di Matsue, prefettura di Shimane.
Un monumento in pietra fu eretto lì nel 1940 (Showa 15) da Chūjirō Satō. Un'enorme pietra, che si dice sia la roccia di Senbiki, è posta sul sito. Nelle vicinanze si trova il santuario di Iya, dedicato a Izanami. Nel film giapponese del 2010, Matataki, il uogo è stato utilizzato come location per la visita del personaggio principale per vedere la sua fidanzata morta.
Secondo l'"Unyo Shishi" scritto nel periodo Edo, esiste anche una leggenda di Izanagi che lancia frutti di pesca al dio del tuono a Komakaerizaka a Iwasaka, nella città di Matsue.

## Curiosità
Nell'universo immaginario del manga Saint Seiya, esso è rappresentato come una pianura oscura e desolata dove le anime dei defunti passano all'inferno gettandosi in un pozzo apparentemente senza fondo. Questo abisso è uno degli ingressi che conducono al regno di Ade.